# Liste der nicaraguanischen Botschafter in Frankreich
Die Botschaft befindet sich in der 34, Avenue Bugeaud im Quartier de la Porte-Dauphine des 16. Arrondissements.
| Ernennung/Akkreditierung | Name                                                                                                   | Bemerkungen | ernannt von                           | akkreditiert während der Regierung von | Posten verlassen |
| ------------------------ | --- | --- | ------------------------------------- | -------------------------------------- | ---------------- |
| 1844                     | Francisco Castellón                                                                                    | Am 6. August 1840 scheiterte eine Verschwörung von Napoleon III. in Boulogne-sur-Mer, worauf er zu lebenslanger Festungshaft in Ham (Somme) verurteilt wurde, wo er 1844 von Francisco Castellón aufgesucht wurde. (Ministro de Nicaragua en Francia, visitó al ilustre prisionero Louis Napoleón en Ham (Somme) y trató de persuadirlo a que obtuviera su libertad, emigrara a Nicaragua y encabezara una compañía constructora del canal. El futuro monarca escribió un folleto titulado. Le Canal de Nicaragua.)                                                                                      | Emiliano Madriz                       | Louis-Philippe I.                      |                  |
| 1847                     | José de Marcoleta                                                                                      | (* 28. September 1802 in Madrid; † 1881) Sohn von María del Rosario Casau Garrido de la Llana und Pedro de Marcoleta. Anfang 1851: Gesandter in Washington D.C. En 1868, José de Marcoleta es Ministro de Nicaragua en Francia, Gran Bretaña, España, Países Bajos y Bélgica. El 6 de Octubre de este mismo año, se firma en París, el Tratado Ayón-Chevalier, 1851:Liste der nicaraguanischen Botschafter in den Vereinigten Staaten | José María Guerrero de Arcos y Molina | Louis-Philippe I.                      | 1868             |
| 1876                     | Tomás Franco                                                                                           | anschließend nach Rom entsandt | José María Guerrero de Arcos y Molina | Patrice de Mac-Mahon                   |                  |
| 20. Apr. 1877            | Emilio Menier                                                                                          | [ 2 ] | Pedro Joaquín Chamorro y Alfaro       | Patrice de Mac-Mahon                   |                  |
| 1900                     | Crisanto Medina Salazar                                                                                | (* 17. März 1839 in Chinandega (Stadt); † 7. Dezember 1911 in Paris) Sohn von Mercedes Salazar Montealegre und Crisanto Medina Sacasa mit Clemencia de Ballén verheiratet; auch in London und Madrid akkreditiert.llegando a representar también a otros países centroamericanos. Representó a Nicaragua ante el rey Alfonso XIII durante el proceso arbitral de límites entre éste país y Honduras, como también intervino en el proceso arbitral de límites entre Costa Rica y Colombia. Escribió sobre temas nicaragüenses: Nicaragua en 1900 y El Canal de Nicaragua y el porvenir de Centroamérica. | José Santos Zelaya                    | Émile Loubet                           | 7. Dez. 1911     |
| 1908                     | Rubén Darío                                                                                            | Generalkonsul | José Santos Zelaya                    | Armand Fallières                       | 1910             |
| 1907                     | José Francisco Medina                                                                                  | Sohn von Crisanto Medina, Konzessionär der Banco de Nicaragua welche am 23. März 1888 in Managua eröffnet wurde. | José Santos Zelaya                    | Armand Fallières                       |                  |
| 1. Jan. 1917             | Carlos Villanueva                                                                                      | Geschäftsträger, 1913 Generalkonsul von Cipriano Castro in London, unter Juan Vicente Gómez aus dem diplomatischen Dienst Venezuelas entlassen. Als nicaraguanischer Geschäftsträger in Paris stellte er José María Ortega Martínez und Francisco Linares Alcántara Diplomatenpässe aus. | Emiliano Chamorro Vargas              | Raymond Poincaré                       | 31. Dez. 1920    |
| 30. Okt. 1926            | was later appointed by Diaz as minister of Nicaragua to France, England, Spain, Italy and the Vatican. | Adolfo Díaz | Emiliano Chamorro Vargas              | Gaston Doumergue                       |                  |
| 1946                     | Alfonso Arguello Cervantes                                                                             | Sohn von María Cervantes Montalván (1872–1939) und José María Arguello Peñalba (1891–1927) studiert Medizin an der Sorbonne | Anastasio Somoza García               | Félix Gouin                            | 1948             |
| 1961                     | Alejandro Montiel Argüello                                                                             | (* 13. März 1917 in Granada (Nicaragua); † 17. September 2012) auch in London akkreditiert. 1962–1972: Magistrado de la Corte Suprema de Justicia, 1970–1972: Miembro del Comité Jurídico Interamericano 1972–1978: Ministro de Relaciones Exteriores. | Luis Anastasio Somoza Debayle         | Charles de Gaulle                      | 1962             |
| 19. Juli 1979            | Alejandro Serrano Caldera                                                                              | | Daniel Ortega                         | Valéry Giscard d’Estaing               | 1985             |
| 21. Sep. 1990            | Carlos José Barrios Torres                                                                             | [ 7 ] | Violeta Barrios de Chamorro           | François Mitterrand                    |                  |
| 7. März 1995             | Joaquín Gómez César                                                                                    | [ 8 ] | Violeta Barrios de Chamorro           | Jacques Chirac                         |                  |
| 6. Juli 1998             | Mario Salvo Horvilleur                                                                                 | [ 9 ] | Arnoldo Alemán                        | Jacques Chirac                         |                  |
| 4. Nov. 2003             | Carmen Zelaya                                                                                          | [ 10 ] | Enrique Bolaños Geyer                 | Jacques Chirac                         |                  |
| 31. Okt. 2012            | Ruth Esperanza Tapia Roa                                                                               | [ 11 ] | Daniel Ortega                         | Nicolas Sarkozy                        |                  |